# Aneurin Barnard
Aneurin Barnard (Ogwr, 8 maggio 1987) è un attore britannico.

## Biografia
Aneurin Barnard è nato nel piccolo borgo di Ogwr nel Mid Glamorgan, Galles. Ha una sorella di nome Ceri.
Ha frequentato la Ysgol Gyfun Llanhari e si è diplomato nel 2008 al Royal Welsh College of Music & Drama al fianco di Kimberley Nixon e Tom Cullen. La sua madrelingua è il gallese.
È sposato dal 2017 con Lucy Foulks.

## Carriera
Barnard ha esordito a teatro come co-protagonista nel musical londinese  Spring Awakening. Per la sua interpretazione di Melchior ha vinto nel 2010 il Premio Laurence Olivier. Successivamente è apparso in alcuni episodi delle serie televisive Doctors, Casualty e Miss Marple.
Una delle sue più note interpretazioni è Riccardo III d'Inghilterra in The White Queen. Inoltre ha preso parte ad alcuni cortometraggi, fra i quali The Big Day, Queen of Hearts di Chris Foggin e Owl Creek Bridge, vincitore del premio Cymru ai BAFTA 2008.
Nel 2011 ha debuttato nel grande schermo interpretando Guy, scudiero del Barone d'Albini, nel film Ironclad. Nello stesso anno si è unito al cast del musical Hunky Dory. Ha in seguito recitato da protagonista nel film The Adventurer: Il mistero dello scrigno di Mida, e in La verità su Emanuel al fianco di Kaya Scodelario.
Nel 2017 entra a far parte del cast di Dunkirk, di Nolan, interpretando il personaggio di Gibson.

## Filmografia

### Cinema
- Ironclad, regia di Jonathan English (2011)
- Hunky Dory, regia di Marc Evans (2011)
- Citadel, regia di Ciarán Foy (2012)
- La verità su Emanuel (Truth About Emanuel), regia di Francesca Gregorini (2013)
- Trap for Cinderella, regia di Iain Softley (2013)
- Mary Queen of Scots, regia di Thomas Imbach (2013)
- The Adventurer - Il mistero dello scrigno di Mida (The Adventurer: The Curse of the Midas Box), regia di Jonathan Newman (2013)
- The Devil's Harvest (2014)
- Raccolto amaro (Bitter Harvest), regia di George Mendeluk (2017)
- Dunkirk, regia di Christopher Nolan (2017)
- Interlude in Prague, regia di John Stephenson (2017)
- Morto tra una settimana (o ti ridiamo i soldi) (Dead in a Week: Or Your Money Back), regia di Tom Edmunds (2018)
- Bigger, regia di George Gallo (2018)
- Il cardellino (The Goldfinch), regia di John Crowley (2019)
- Radioactive, regia di Marjane Satrapi (2019)
- La vita straordinaria di David Copperfield (The Personal History of David Copperfield), regia di Armando Iannucci (2019)
- Timestalker, regia di Alice Lowe (2024)

### Televisione
- Jacob's Ladder – serie TV (2003)
- Y Pris – serie TV (2007)
- Casualty – serie TV, episodio 23x06 (2008)
- Doctors – serial TV, 1 puntata (2009)
- Moonfleet, regia di Andy De Emmony – miniserie TV (2013)
- The White Queen, regia di James Kent, Jamie Payne e Colin Teague – miniserie TV (2013)
- Miss Marple (Agatha Christie's Marple) – serie TV, episodio 6x03 (2013)
- Cilla, regia di Paul Whittington – miniserie TV (2014)
- Killing Jesus, regia di Christopher Menaul – miniserie TV (2015)
- La vita scandalosa di Lady W (The Scandalous Lady W), regia di Sheree Folkson – film TV (2015)
- Thirteen, regia di Vanessa Caswill e China Moo-Young – miniserie TV (2016)
- Guerra e pace (War & Peace), regia di Tom Harper – miniserie TV (2016)
- SS-GB, regia di Philipp Kadelbach – miniserie TV (2017)
- Pronti a tutto (Barkskins) – miniserie TV (2020)
- L'ispettore Barnaby (Midsomer Murders) – serie TV, episodio 21x04 (2020)
- Peaky Blinders – serie TV, episodi 6x04-6x06 (2022)
- 1899 – serie TV, 8 episodi (2022)
- Men Up, regia di Ashley Way – film TV (2023)
- Doctor Who – serie TV, episodi 14x04-14x08 (2024)

## Doppiatori italiani
Nelle versioni in italiano dei suoi film, Aneurin Barnard è stato doppiato da:
- Flavio Aquilone in The Adventurer - Il mistero dello scrigno di Mida, La vita scandalosa di Lady W, Guerra e pace
- Davide Perino in Radioactive, La vita straordinaria di David Copperfield
- Massimo Triggiani in Ironclad
- Alex Polidori in Morto tra una settimana (o ti ridiamo i soldi)
- Emiliano Coltorti in The White Queen
- Emanuele Ruzza ne Il cardellino
- Fabrizio De Flaviis in Pronti a tutto
- Stefano Crescentini in Peaky Blinders
- Federico Campaiola in 1899
- Manuel Meli in Doctor Who